# Серетеній-Ной
Серетеній-Ной (рум. Sărătenii Noi) — село у Теленештському районі Молдови. Входить до складу комуни, адміністративним центром якої є село Ратуш.

## Населення
За даними перепису населення 2004 року у селі проживали 292 особи.
Національний склад населення села:
| Національність       | Кількість осіб | Відсоток |
| -------------------- | -------------- | -------- |
| молдавани            | 288            | 98,6%    |
| українці             | 3              | 1,0%     |
| інша / без відповіді | 1              | 0,3%     |
| Всього               | 292            | 100%     |